# X-COM: Terror from the Deep
X-COM: Terror from the Deep es un videojuego, la secuela de UFO: Enemy Unknown (o X-COM: UFO Defense en Norteamérica), y la segunda parte de la serie X-COM. Fue desarrollado y distribuido por MicroProse. Su interfaz es casi idéntica a su predecesor, así como su tecnología de gráficos. Terror from the Deep fue lanzado también en la plataforma Steam de Valve Software.

## Descripción
Terror from the Deep en la superficie se parece mucho a un cambio de piel de UFO Defense. El juego lleva a su fin el mismo camino, el equipo y enemigos en TFTD son similares al original, y todas las mecánicas básicas del juego son las mismas. Sin embargo, el nivel de dificultad se ha aumentado notablemente y hay una serie de nuevas características. Muchos de los programas de terceros que modificaban, aumentaban o reducían la dificultad en el primer juego de X-COM también pueden modificar TFTD.